# Audacious Media Player
Chronologie des versions
Beep Media Player
Audacious Media Player est un lecteur audio libre. Il s'agit d'un fork de Beep Media Player.
Adriane « kaniini » Conill a décidé de reprendre le projet après que les développeurs de Beep Media Player ont décidé d'arrêter son développement afin de créer une nouvelle génération de leur logiciel : BMPx.
Audacious supporte pleinement les habillages Winamp 2, Beep Media Player mais aussi XMMS.